# Taza-Al Hoceïma-Taounate
Taza-Al Hoceïma-Taounate (en arabe : تازة الحسيمة تاونات) est une ancienne région administrative du Maroc. Elle constituait l'une des seize régions du pays avant le découpage territorial de 2015 en fixant douze. Son chef lieu était Al Hoceima.
Dans le nouveau découpage, les provinces qui lui étaient rattachées sont ainsi redistribuées : la province d'Al Hoceïma fait partie de la nouvelle région de Tanger-Tétouan-Al Hoceima, la province de Guercif de  la nouvelle région de l'Oriental et celles de Taza et de Taounate de  la nouvelle région de Fès-Meknès.

## Géographie
Située au nord du Maroc, en grande partie dans la région du Rif, la région était composée des provinces suivantes : 
- la province d'Al Hoceïma ;
- la province de Guercif ;
- la province de Taza :
- la province de Taounate.

Une partie se situe dans Rif occidental (province de Taounate et ouest de la province de Hoceima) et une autre dans le Rif centro-oriental (nord des provinces de Taza et Guercif ainsi que la ville de Hoceima), le long de la côte méditerranéenne. Sa superficie était de 24 155 km² pour une population de 1 807 113 habitants. 

## Démographie
| 1 719 844                                               | 1 807 113 | 1 828 897 |
| 1994, 2004 : recensement officiel ; 2007 : calculation. |           |           |

## Économie
Le secteur primaire domine l'activité économique de la région avec près de 70 % de la population active. Viennent ensuite les secteurs tertiaire et secondaire avec respectivement 19 % et 9,6 % ,.